# Quercus dankiaensis
Quercus dankiaensis — вид рослин з родини букових (Fagaceae), ендемік В'єтнаму.

## Опис
Досягає 30 метрів заввишки. Жолуді великі; чашечка 2.2 x 0.8 см.

## Середовище проживання
Ендемік В'єтнаму.

## Загрози
Інформації мало. Вид може бути вразливим до місцевого збору дров. Крім того, повідомляється, що ландшафт Далата стає більш фрагментованим через швидку урбанізацію та трансформацію земель.